# Milosrdne sestre Svetoga Križa
Milosrdne sestre svetoga Križa su rimokatolička ženska redovnička družba, osnovana 1844. godine. Istakle su se na polju zdravstvene njege. Djeluju i u Hrvatskoj. 

## Povijest
Utemeljio ih je o. Teodozije 17. listopada 1844. primivši kandidatice u treći red sv. Franje i nazvavši ih Sestre sv. Križa. Istoga dana pošle su u Menzingen (Švicarska) gdje otvaraju djevojačku školu.
Godine 1852. osnovana je bolnica u gradu Churu čije je vodstvo povjereno s. Mariji Tereziji Scherer. Sljedeće godine bolesnici i sestre preselili su u novosagrađenu bolnicu Križ kojom je udaren temelj njezi bolesnika. Nadalje su se otvarali zavodi za gluhonijeme, slaboumne i druge potrebnike, a u Menzingenu je uz školu otvoren i tečaj za učiteljice. 
Kada je dotadašnji mali novicijat reda postao preuzak kuća matica preseljena je u Niggov dvor između Brunnena i Schwyza, na obronku brežuljka pokraj sela Ingenbohl. Churski biskup je 3. lipnja 1856. priznao kupljeni dvorac za Kuću Maticu Milosrdnih sestara sv. Križa, potvrdio njihova pravila i označio njihovu dvostruku zadaću: poučavanje u školi i njegu siromaha i bolesnika.
Majka M. Terezija izabrana je za prvu generalnu nadstojnicu novoosnovane Družbe 13. rujna 1857. godine. Utemeljitelj o. Teodozije je želio pomoći i tvorničkim radnicima, dati im zaradu i brinuti za njihove duše. U tu svrhu je otvarao vlastite tvornice makar se majka Terezija tome protivila jer je smatrala da taj rad nije za sestre. Zbog pomanjkanja stručnog vodstva i zbog ekonomskih problema, tvornice su propale. U tom pothvatu prekinula ga je iznenadna smrt 15. veljače 1865. godine.
Nakon njegove smrti majka Marija Terezija vodi i dalje Družbu u duhu pokojnog Utemeljitelja. Brzo se širi djelovanje sestara preko granica Švicarske, te je za njezina života osnovano pet provincija: Češka, Gornja Austrija, Slavonija, Štajerska i Moravska. Družba je tada brojila 1658 sestara i 434 podružnice. I poslije smrti majke Terezije, 16. lipnja 1888., Kongregacija se širila, a broj članova rastao ne samo u Srednjoj i Istočnoj Europi, nego i u Indiji, u SAD-u, Kini i Tajvanu, a posljednjih tridesetak godina i u Brazilu, Burundiju i Ugandi.

## Milosrdne sestre svetoga Križa u Hrvatskoj
Majka Marija Terezija Scherer poslala je 7. lipnja 1868., na molbu đakovačkog biskupa Josipa Jurja Strossmayera, u Đakovo deset sestara koje su već bile određene za polazak u Ameriku. Odmah po dolasku dvije sestre preuzimaju njegu bolesnika u maloj vlastelinskoj bolnici. Marljivo uče hrvatski. Nakon dvije godine sestre nastavnice počinju raditi u ženskoj pučkoj školi i u ženskoj učiteljskoj školi. Godine 1879., nakon ukinuća učiteljske škole (1875.) počinju s radom u novootvorenoj Višoj djevojačkoj školi. 
Prvih 15 godina sestre rade samo u Đakovu, a onda se počinje širiti djelokrug njihova rada u Hrvatskoj.
Godine 1883. sestre preuzimaju rad u ubožnici na Velom Lošinju, a godine 1884. na Visu. Godine 1888. preuzimaju njegu siromaha i umobolnih u Malom Lošinju. S njegom bolesnika sestre počinju 1889. u bolnici u Vukovaru, 1895. u bolnici u Gospiću i Vinkovcima, 1896. u Sisku, 1898. u Slavonskom Brodu i Pakracu, godine 1912. u Četnoj bolnici u Zagrebu i drugdje. Kroz 135 godina postojanja provincije sestara sv. Križa u Hrvatskoj djelovale su u 44 bolnice i 8 lječilišta. Na poziv kotorskog biskupa Uccellinija god. 1900. dolaze u Dobrotu, kraj Kotora za njegu siromaha.
Godine 1908. sagrađena je nova provincijalna kuća u Đakovu na zemljištu koje je sestrama darovao biskup Strossmayer.
1912. godine Provincijalna uprava Družbe kupila je malu kuću, voćnjak i vinograd u Trnavi. Sestre vode to imanje, od početka djelovanja u Trnavi vodile su u župi crkveno pjevanje i pomagale župniku na različite načine. Boravile su i u župnoj kući i odatle djelovale, obilazeći bolesnike sela i okolice, pružale im pomoć i brinule se za njih. Gospodarsko imanje u Trnavi najviše se bavilo obrađivanjem vinograda i uzgajanjem voćnjaka. Zbog nužnosti posjedovanja stočnog blaga na selu, kupljeni su i konji, krave, uzgajala se perad, a vremenom su nabavljene sve potrepštine za obradu zemlje i vinograda - traktori, nove šprice, preše i slično. I vino je bilo izvor prihoda. Koristi ga se za potrebe samostana u Đakovu. Tim se vinom služi misna žrtva gdje god je kapelica u kućama sestara sv. Križa i u brojnim župnim crkvama, a dosta vina se daruje dobročiniteljima. Stolno grožđe je za provincijalnu kuću u Đakovu.
Sjećajući se rečenice svojih Konstitucija: "Svaki čovjek koji trpi nevolju naš je bližnji..." (čl. 62.) sestre su u vrijeme balkanskih ratova (1912. – 1913.) njegovale teške ranjenike u Crnoj Gori, na Cetinju i u Podgorici, te u Bugarskoj. Gdje bi se god pojavila opasnost epidemije zaraznih bolesti (kolera i tifus), sestre su dragovoljno preuzimale njegu oboljelih (na Lošinju, u Dragi kod Sušaka, u Sofiji, Bugarska, a u najnovije vrijeme na Kosovu, u Đakovici, u vrijeme epidemije variole 1972. godine).
Uz samaritanski rad sestre rade i na širenju prosvjete. Rade u školama u Đakovu, Donjem Miholjcu, Hercegnovom, Bosanskom Brodu i u odgojnim zavodima i zabavištima u Osijeku, na Sušaku (u Rijeci), u Hercegnovom, Bosanskom i Slavonskom Brodu, u Puli i drugim mjestima.
U svom radu sestre nisu pravile razlike s obzirom na narodnost i vjeru. Kroz odgojne zavode prošla su djeca različitih vjeroispovijesti i narodnosti, a sestre su djelovale u 37 škola raznih vrsta i odgajale mladež u 9 odgojnih zavoda. Taj rad je prekinut 1945. godine zbog komunističke diktature u Jugoslaviji. Nakon toga, sestre sv. Križa prve su od ženskih redovničkih družbi u Hrvatskoj počele s pastoralnim radom na župama. Već godine 1946. preuzele su crkveno pjevanje i sakristansku službu u župi Drenovcima, zatim i u brojnim drugim župama, a za tu službu nikada nije bilo dovoljno sestara. S biskupom Bäuerleinom prve su započele s katehizacijom djece u crkvenim prostorima nakon što je vjeronauk u školama ukinut.
U provincijalnoj kući u Đakovu uvijek se mnogo pomagalo potrebitima. Godine 1923. uređena je prostorija u kojoj je dnevno dobivalo hranu 80 osoba, osim onih na prolazu.
Osim u Hrvatskoj sestre ove provincije danas djeluju u Crnoj Gori, na Kosovu, u Makedoniji, Srbiji i Njemačkoj. Hrvatska je provincija po svojim sestrama zastupljena i u misijama. Dvije sestre, koje su niz godina radile u Indiji, danas počivaju na tamošnjem groblju u Hazaribaghu. Danas jedna sestra služi u misijskom poslanju Crkve u Brazilu.

## Vanjske poveznice
- Milosrdne sestre sv. Križa u Hrvatskoj